# Thelypteris hatschbachii
Thelypteris hatschbachii är en kärrbräkenväxtart som beskrevs av Alan Reid Smith. Thelypteris hatschbachii ingår i släktet Thelypteris och familjen Thelypteridaceae. Inga underarter finns listade.